# Megachile burungana
Megachile burungana är en biart som beskrevs av Cockerell 1931. Megachile burungana ingår i släktet tapetserarbin, och familjen buksamlarbin. Inga underarter finns listade i Catalogue of Life.